# B-riksdagen 1887
B-riksdagen 1887 ägde rum i Stockholm.
Riksdagens kamrar sammanträdde i gamla riksdagshuset den 2 maj 1887. Till talman i första kammaren valdes Gustaf Lagerbjelke och i andra kammaren valdes Olof Wijk den yngre.
Riksdagen avslutades den 9 juli 1887.